# Спутники Сатурна

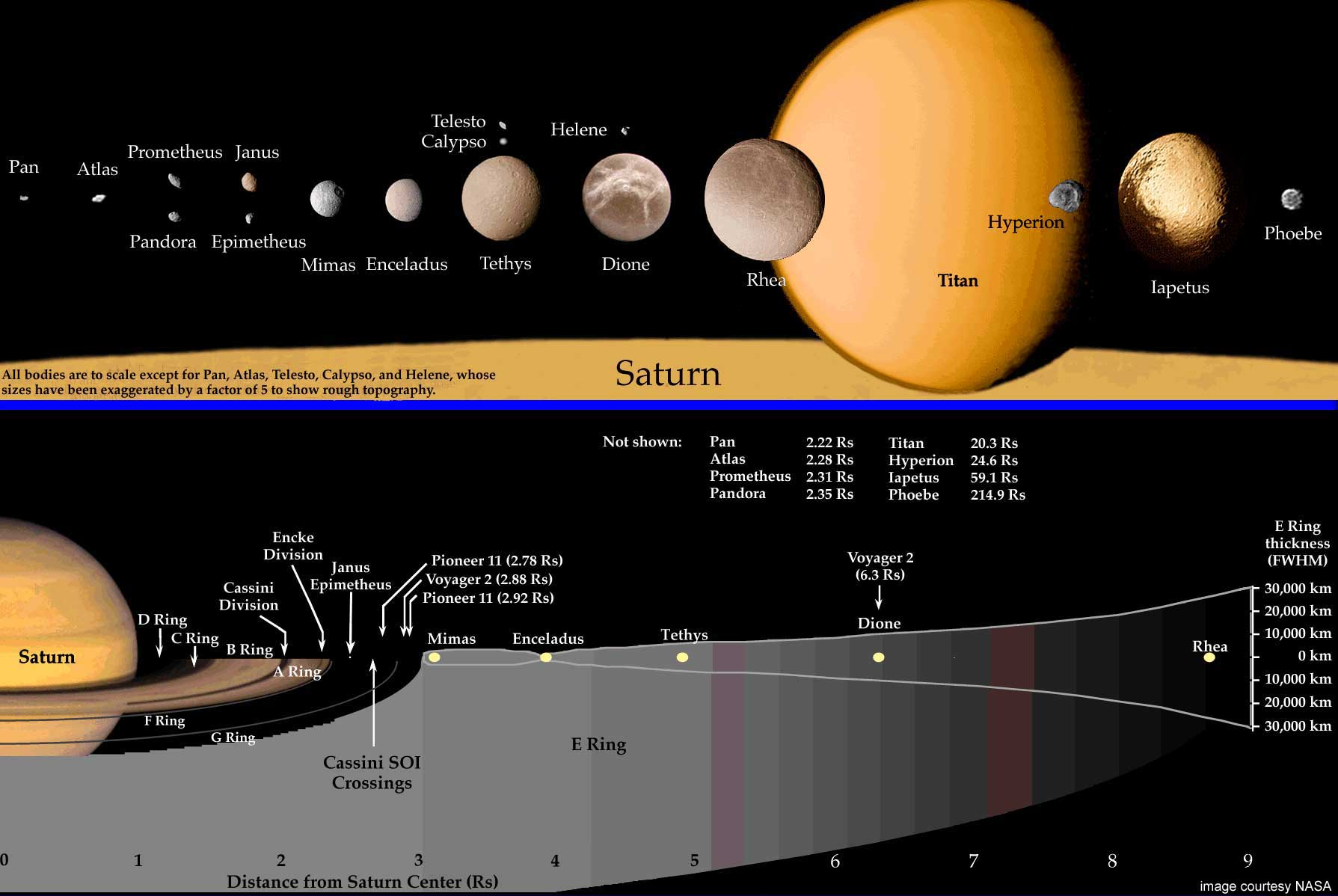
Спутники и кольца Сатурна

Спу́тники Сату́рна — естественные спутники планеты Сатурн. По состоянию на март 2025 года у Сатурна известно 274 естественных спутника, открытие которых зарегистрировано Международным астрономическим союзом. Собственные названия имеют 63 спутника, остальные обозначаются номерами. Это наибольшее число открытых спутников среди всех планет Солнечной системы.
Большинство спутников имеет небольшие размеры и состоят из каменных пород и льда. Они очень светлые, имеют высокую отражательную способность.
24 спутника Сатурна — регулярные, остальные — нерегулярные. Нерегулярные спутники по характеристикам своих орбит составляют три группы: инуитскую, скандинавскую и галльскую. Группы названы по мифологиям, из которых берутся имена для спутников (см. инуитская мифология, скандинавская мифология, галльская мифология).
Самый большой спутник Сатурна (и второй во всей Солнечной системе после Ганимеда) — Титан, диаметр которого составляет 5149 км. Это единственный спутник в Солнечной системе с плотной атмосферой (в 1,5 раза плотнее земной); она состоит из азота (98 %) с примесью метана (см. атмосфера Титана). Предполагают[кто?], что условия на этом спутнике схожи с теми, которые существовали на нашей планете 4 миллиарда лет назад, когда на Земле только зарождалась жизнь.

## История исследований

### XVII—XIX века
Первооткрывателем самого большого и первого известного науке спутника Сатурна стал голландец Христиан Гюйгенс. 25 марта 1655 года, используя телескоп-рефрактор собственной конструкции с 50-кратным увеличением, он открыл спутник, который первоначально назвал Луна Сатурна (лат. Luna Saturni). Позже этот спутник получил имя Титан.
25 октября 1671 года Джованни Доменико Кассини открыл второй спутник, позже получивший название Япет. 23 декабря 1672 он обнаружил ещё один спутник (Рею), а в 1684 году ещё два (Тефию и Диону). Кассини назвал открытые им спутники «Звёздами Людовика» (лат. Sidera Lodoicea) в честь короля Людовика XIV. Кассини также предложил нумеровать спутники от ближайшего до самого удалённого от планеты. Соответственно, спутник Гюйгенса получил четвёртый номер.
Таким образом, с конца XVII века спутники обозначались римскими цифрами от I до V по удалённости орбиты: Тефия, Диона, Рея, Титан, Япет. 28 августа 1789 года Уильям Гершель открыл шестой спутник (позже получивший имя Энцелад), а 17 сентября 1789 года — седьмой (Мимас). Это привело к изменению нумерации спутников. Сын Уильяма Гершеля, Джон Гершель в опубликованной в 1847 году работе «Результаты астрономических наблюдений на мысе Доброй Надежды» (англ. Results of Astronomical Observations made at the Cape of Good Hope) указал, что открытие восьмого спутника сделает такой порядок обозначения вовсе неприемлемым, и предложил использовать для названий спутников Сатурна имена титанов, братьев и сестёр Кроноса (Сатурна). Именно он предложил имена для всех ранее открытых спутников, используя как римские, так и греческие написания, в зависимости от их благозвучия.
Нумерация действительно изменилась с открытием восьмого спутника: обнаруженный 16 сентября 1848 года Уильямом и Джорджем Бондами в обсерватории колледжа Гарварда и одновременно Уильямом Ласселом в его обсерватории недалеко от Ливерпуля, он получил номер VII, сдвинув Япет, которому был присвоен новый номер VIII. Под влиянием публикации Гершеля, Лассел предложил назвать спутник в честь титана Гипериона. Лассел высоко оценил предложенную Гершелем номенклатуру. В свою очередь, Гершель в опубликованном в 1858 году новом издании «Очерков астрономии» (англ. Outlines of Astronomy) заявил, что путаницу, вызванная старой номенклатурой, с открытием восьмого спутника, больше терпеть невозможно и что названия, основанные на мифологии, «стали общепринятыми».
Девятый спутник был открыт Уильямом Пикерингом 16 августа 1898 года в Арекипской обсерватории. Первооткрыватель предложил название Феба в честь титаниды, сестры Кроноса. В 1905 году Пикеринг заявил об открытии нового спутника между орбитами Титана и Гипериона. Для него было предложено название Фемида, однако в ходе повторных наблюдений обнаружить предполагаемый спутник не удалось. Это было не первое сообщение об открытии спутника Сатурна, которое позже не удалось подтвердить. В апреле 1861 года Герман Гольдшмидт также сделал сообщение об открытии нового спутника Сатурна между Титаном и Гиперионом, который он назвал Хирон. Хирон также не удалось обнаружить позже.

### XX век
Десятый спутник Сатурна был открыт лишь 15 декабря 1966 года Одуеном Дольфюсом в обсерватории Пик-дю-Миди. 1 февраля 1967 года он предложил для него имя Янус. 18 декабря 1966 года Стивен Ларсон, Джон Фаунтин и Ричард Уокер обнаружили похожий объект на снимках 61-дюймового телескопа обсерватории Стюарда. Позже Ларсон и Уокер предположили, что наблюдения 1966 соответствуют не одному, а двум объектам с очень похожими орбитами. Существование двух спутников с близкими орбитами было подтверждено в 1980 году аппаратом «Вояджер-1». Для нового спутника было предложено имя Эпиметей.
1 марта 1980 группа астрономов обсерватории Пик-дю-Миди открыла спутник, делящий орбиту с Дионой. Первоначально ему было присвоено обозначение S/1980 S 6, в 1982 году он был также обозначен как «Сатурн VII Диона B». Собственное имя Елена было присвоено ему в 1985 году.
8 апреля 1980 года Брэдом Смитом, Стивеном Ларсоном и Гарольдом Рейцемой был открыт спутник на одной орбите с Тефией. Первоначально ему были присвоены обозначения S/1980 S 13 и «Сатурн XIII Тефия B», а в 1982 году он получил название Телесто. 13 августа 1980 года Даном Паску, П. Кеннетом Сейдельманом, Уильямом Баумом и Дугласом Карри на Станции Флагстафф военно-морской обсерватории США был открыт ещё один спутник на орбите Тефии, получивший обозначения S/1980 S 25 и «Сатурн XIV Тефия C». В 1982 году ему было присвоено имя Калипсо.
В 1980-1981 годах несколько новых спутников Сатурна было обнаружено на фотографиях аппарата «Вояджер-1». Внешний спутник-«пастух» кольца F был открыт С. А. Коллинзом, получил обозначение Сатурн XVII и позже был назван Пандора. Внутренний «пастух» этого же кольца был найден тем же астрономом на снимках «Вояджера-1» в октябре 1980 года и получил обозначение Сатурн XVI. В 1985 году ему было присвоено имя Прометей. Ричард Террил в октябре 1980 года обнаружил внешнего «пастуха» кольца A. Ему были присвоены обозначения S/1980 S 28 и Сатурн XV, а в 1983 для него утверждено имя Атлас. 
16 июля 1990 года Марк Шоуолтер из Исследовательского центра Эймса на снимках «Вояджера-2» обнаружил спутник в делении Энке, существование которого было предсказано ранее. Первоначально ему были присвоены обозначения S/1981 S 13 и Сатурн XVIII, а в 1991 году для него было утверждено название Пан. 
К 2000 году развитие наблюдательных технологий сделало возможным открытие новых спутников Сатурна с использованием наземных телескопов. В последний год XX века было открыто 12 новых спутников. Три из них были обнаружены 7 августа 2000 года командой астрономов из Европейской южной обсерватории были открыты спутники S/2000 S 1 (Сатурн XIX, Имир), S/2000 S 2 (Сатурн XX, Палиак) и S/2000 S 5 (Сатурн XXIV, Кивиок). Восемь были открыты 23 сентября 2000 года группой, осуществляющей наблюдения с использованием телескопа Канада-Франция-Гавайи обсерватории Мауна Кеа на Гавайских островах: S/2000 S 3 (Сатурн XXIX, Сиарнак), S/2000 S 4 (Сатурн XXI, Тарвос), S/2000 S 6 (Сатурн XXII, Иджирак), S/2000 S 7 (Сатурн XXX, Трюм), S/2000 S 8 (Сатурн XXVII, Скади), S/2000 S 9 (Сатурн XXV, Мундильфари), S/2000 S 10 (Сатурн XXVIII, Эррипо), S/2000 S 12 (Сатурн XXIII, Суттунг). Двенадцатый спутник S/2000 S 11 (Сатурн XXVI, Альбиорикс) был открыт 9 ноября Мэтью Холманом в обсерватории имени Уиппла. 
Все вновь открытые спутники были нерегулярными. Их первооткрыватели пришли к консенсусу о том, что их названия должны выделяться на общем фоне имён спутников. Джон Кавеларс, астроном Макмастерского университета в Гамильтоне (Канада), который был членом команды, открывшей первые три спутника, считал, что астрономическая номенклатура должна отойти от поиска новых названий в ставших уже привычными греко-римской мифологии и культуре эпохи Ренессанса. В марте 2001 года, читая своим детям инуитскую сказку о великане Иджираке, который играл в прятки, он увидел в этом аналогию со спутниками Сатурна, которые скрываются от исследователей. Он написал об этом автору сказки Майклу Кусугаку, который одобрил идею и дал согласие на использование придуманных им имён «Иджирак» и «Палиак» (принадлежащих соответственно великану и вымышленному шаману), а также предложил ещё два названия: Кивиок (известный инуитский герой) и Сиарнак (инуитская богиня моря). 
В 2003 году Международный астрономический союз утвердил новую номенклатуру для нерегулярных спутников Сатурна:  
- Спутники с ретроградными орбитами, имеющими большую полуось от 11 до 18 гигаметров, наклонения от 40° до 50° и эксцентриситет от 0,15 до 0,48 должны получать названия из инуитского фольклора и мифологии.
- Спутники с орбитами, имеющими большую полуось от 16 до 19 гигаметров, наклонения от 40° до 45° и эксцентриситет около 0,53 должны получать названия из галльской мифологии. Исследователи считают, что они являются продуктом распада тела большего размера.
- Спутники с ретроградными орбитами, имеющими большую полуось от 12 до 24 гигаметров, наклонения от 136° до 175° и эксцентриситет от 0,13 до 0,77 должны получать названия из скандинавской мифологии. К этой группе относится также ранее открытая Феба.

### XXI век
8 апреля 2003 года Скоттом Шеппардом, Дэвидом Джуиттом и Дженом Клина был открыт новый спутник, которому присвоено обозначение S/2003 S 1. Было установлено, что он относится к скандинавской группе. В 2005 году для него было утверждено имя Нарви.
Новая волна открытий спутников в XXI веке оказалась связанной с прибытием 1 июля 2004 года к Сатурну космического аппарата «Кассини-Гюйгенс». Уже в августе 2004 года было сообщено об открытии двух маленьких спутников между орбитами Мимаса и Энцелада. Они получили названия Мефона и Паллена. 24 октября 2004 года был открыт соорбитальный с Дионой спутник, получивший название Полидевк. 6 мая 2005 года был обнаружен спутник, орбита которого расположена между орбитами Пана и Атласа. Ему было присвоено имя Дафнис.
Новые спутники открывались и с использованием новых поколений наземных телескопов. 3 мая 2005 года было сообщено об открытии 12 новых спутников. Первоначально они были обнаружены 12 декабря 2004 года с использованием широкоугольной камеры 8,2-метрового телескопа Субару в обсерватории Мауна Кеа. Их орбита была вычислена Брайаном Марсденом на основании данных последующих наблюдений Субару, 8-метрового телескопа Джемини север и 10-метрового телескопа обсерватории Кека. Все эти спутники, кроме одного, имеют ретроградные орбиты, что говорит о вероятности того, что они захвачены планетой, а не сформировались вместе с остальными спутниками. Четыре из этих спутников так и не получили названия (S/2004 S 7, S/2004 S 12, S/2004 S 13 и S/2004 S 17), остальным в апреле 2007 года были присвоены собственные имена: Форньот, Фарбаути, Эгир, Бефинд, Хати, Бергельмир, Фенрир и Бестла.
В 2006 году межпланетная станция «Кассини-Гюйгенс» открыла новый тип спутников Сатурна — минилуны, представляющие собой осколки размером около 100 м, которые вращаются прямо в кольцах планеты. По оценкам специалистов, число таких спутников внутри колец — около 10 млн.
9 июня 2006 года Скотт Шеппард, Дэвид Джуитт и Джен Клина на основании наблюдений, производившихся телескопом Субару с декабря 2004 по март 2005 года и с января по апрель 2006 года, сообщили об открытии ещё девяти спутников с ретроградными орбитами. Два из этих спутников не получили названия (принадлежащие к скандинавской группе S/2006 S 1 и S/2006 S 3), остальным были присвоены имена: Гироккин, Кари, Грейп, Логи, Ярнсакса, Сурт и Сколл.
Те же астрономы в 2007 году сообщили об открытии ещё трёх спутников, одного относящегося к инуитской группе и двух относящихся к скандинавской. Первый спутник получил имя Таркек: для внешних спутников Сатурна с наклонениями около 48° было решено использовать также имена инуитских духов, а не только великанов. Ещё два спутника (S/2007 S 2 и S/2007 S 3) остаются безымянными.
30 мая 2007 года Кэролин Порко и другими членами команды по анализу фотографий с «Кассини» был обнаружен маленький спутник между орбитами Мефоны и Паллены. Его удалось найти также на предыдущих фотографиях, что позволило установить его орбиту. Спутник получил обозначение S/2007 S 4 и позже был назван Анфа, в честь одной из алкионид. По предположению первооткрывательницы, Мефона, Паллена и Анфа — члены группы маленьких спутников, являющихся остатками распада более крупного протоспутника.
26 июля 2009 был открыт самый близкий к Сатурну спутник — S/2009 S 1. Он замечен по 36-километровой тени, которую он отбрасывал на кольца Сатурна на одном из снимков, сделанных узкоугольной камерой АМС «Кассини». Исходя из длины тени, положения Солнца на момент наблюдения и предположения, что центр спутника лежит в плоскости колец, диаметр этого спутника оценён в 300 метров.

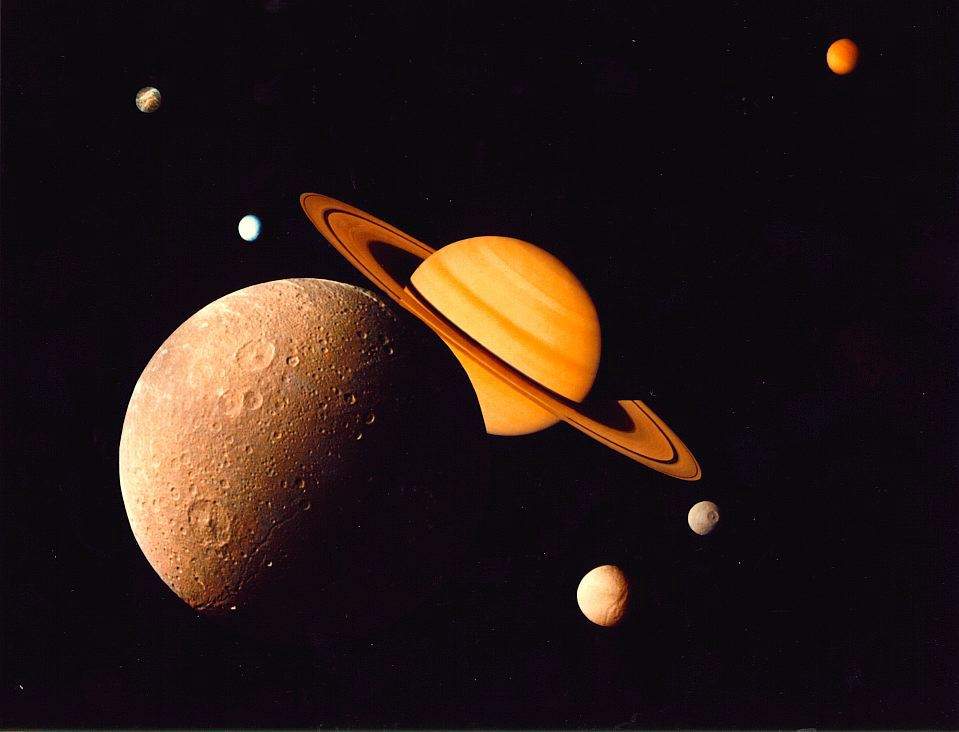
Система Сатурна. Фотомонтаж

15 августа 2008 года во время 600-дневного исследования «Кассини» кольца G Сатурна был открыт Эгеон. Позже его нашли и на более ранних снимках.
28 марта 2014 года в журнале Icarus вышла статья английского астрофизика Карла Мюррея, описывающая наблюдения за объектом на границе кольца А, который может оказаться новым спутником планеты в процессе формирования. Поскольку камеры АМС «Кассини» на таком расстоянии имеют разрешение порядка 10 км, а сам спутник по оценкам в 10 раз меньше, обнаружить его удалось только по гравитационным возмущениям, которые он вызывает. 
В 2019 году команда Скотта Шеппарда сообщила об открытии ещё 20 нерегулярных спутников, что вывело Сатурн в лидеры по числу известных спутников. В 2021 году были опубликованы данные об открытии ещё одного спутника (S/2019 S 1).
В мае 2023 года было сообщено об открытии еще 62 спутников, а общее число спутников было заявлено как 145.
В марте 2025 года астрономы объявили об обнаружении 128 новых спутников Сатурна, общее число известных спутников планеты достигло 274.

## Некоторые параметры

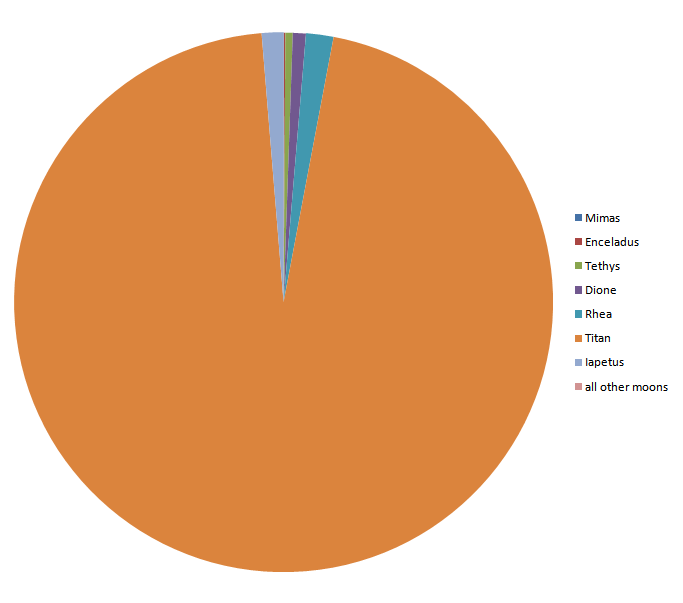
Доля спутников Сатурна в их суммарной массе. Бо́льшую часть составляет Титан

| №        | Номер по порядку увеличения большой полуоси |
| Название | Собственное имя                             |
| Врем.    | Временное обозначение                       |
| a        | Большая полуось в км                        |
| e        | Эксцентриситет                              |
| i        | Наклонение к экватору в градусах            |
| T        | Период обращения в днях                     |
| D        | (Средний) диаметр в км                      |
| M        | Масса в кг                                  |
| Г. о.    | Год открытия                                |
| Группа   | Группа нерегулярных спутников               |
| Фото     | Фотоснимок                                  |

| < 10 км | 10—30 км | 31—100 км | 101—300 км | 301—1000 км | 1001—2000 км | > 2000 км |

| №  | Код     | Название    | Врем.       | a               | e      | i      | T       | D        | M        | Г. о. | Группа                        | Фото                                                      |
| -- | ------- | ----------- | ----------- | --------------- | ------ | ------ | ------- | -------- | -------- | ----- | ----------------------------- | --------------------------------------------------------- |
| 10 | I       | Мимас       |             | 185 539         | 0,020  | 1,574° | 0,940   | 397      | 3,7⋅1019 | 1789  |                               |                                                           |
| 14 | II      | Энцелад     |             | 238 042         | 0,003  | 0,0°   | 1,370   | 499      | 1,1⋅1020 | 1789  |                               |                                                           |
| 15 | III     | Тефия       |             | 294 672         | 0,000  | 1,091° | 1,890   | 1060     | 6,2⋅1020 | 1684  |                               |                                                           |
| 19 | IV      | Диона       |             | 377 415         | 0,002  | 0,028° | 2,740   | 1118     | 1,1⋅1021 | 1684  |                               |                                                           |
| 21 | V       | Рея         |             | 527 068         | 0,0013 | 0,333° | 4,518   | 1528     | 2,3⋅1021 | 1672  |                               |                                                           |
| 22 | VI      | Титан       |             | 1 221 865       | 0,029  | 0,306° | 15,950  | 5150     | 1,3⋅1023 | 1655  |                               |                                                           |
| 23 | VII     | Гиперион    |             | 1 500 933       | 0,023  | 0,615° | 21,280  | 266      | 5,7⋅1018 | 1848  |                               |                                                           |
| 24 | VIII    | Япет        |             | 3 560 854       | 0,029  | 8,298° | 79,330  | 1436     | 2,0⋅1021 | 1671  |                               |                                                           |
| 28 | IX      | Феба        |             | 12 944 300      | 0,164  | 174,8° | 548,2   | 240      | 8,3⋅1018 | 1898  | Скандинавская                 |                                                           |
| 8  | X       | Янус        | S/1980 S 1  | 151 500         | 0,007  | 0,165° | 0,700   | 178      | 1,9⋅1018 | 1966  |                               |                                                           |
| 7  | XI      | Эпиметей    | S/1980 S 3  | 151 400         | 0,021  | 0,335° | 0,690   | 119      | 5,3⋅1017 | 1980  |                               |                                                           |
| 20 | XII     | Елена       | S/1980 S 6  | 377 440         | 0,000  | 0,213° | 2,740   | 32       | 2,5⋅1015 | 1980  |                               |                                                           |
| 16 | XIII    | Телесто     | S/1980 S 13 | 294 720         | 0,001  | 1,118° | 1,890   | 24       | 7,2⋅1015 | 1980  |                               |                                                           |
| 17 | XIV     | Калипсо     | S/1980 S 25 | 294 720         | 0,001  | 1,5°   | 1,890   | 19       | 3,6⋅1015 | 1980  |                               |                                                           |
| 4  | XV      | Атлас       | S/1980 S 28 | 137 700         | 0,000  | 0,0°   | 0,602   | 32       | 6,6⋅1015 | 1980  |                               |                                                           |
| 5  | XVI     | Прометей    | S/1980 S 27 | 139 400         | 0,002  | 0,0°   | 0,613   | 100      | 1,6⋅1017 | 1980  |                               |                                                           |
| 6  | XVII    | Пандора     | S/1980 S 26 | 141 700         | 0,004  | 0,0°   | 0,629   | 84       | 1,4⋅1017 | 1980  |                               |                                                           |
| 2  | XVIII   | Пан         | S/1981 S 13 | 133 600         | 0,000  | 0,0°   | 0,575   | 20       | 4,9⋅1015 | 1981  |                               |                                                           |
| 75 | XIX     | Имир        | S/2000 S 1  | 23 040 000      | 0,335  | 173,1° | 1 315,4 | 18       | 4,9⋅1015 | 2000  | Скандинавская                 |                                                           |
| 29 | XX      | Палиак      | S/2000 S 2  | 15 200 000      | 0,364  | 45,13° | 686,9   | 22       | 8,2⋅1015 | 2000  | Инуитская                     |                                                           |
| 40 | XXI     | Тарвос      | S/2000 S 4  | 17 983 000      | 0,531  | 33,82° | 926,2   | 15       | 2,7⋅1015 | 2000  | Галльская                     |                                                           |
| 26 | XXII    | Иджирак     | S/2000 S 6  | 11 124 000      | 0,316  | 46,44° | 451,4   | 12       | 1,2⋅1015 | 2000  | Инуитская                     |                                                           |
| 52 | XXIII   | Суттунг     | S/2000 S 12 | 19 459 000      | 0,114  | 175,8° | 1 016,7 | 7        | 2,1⋅1014 | 2000  | Скандинавская                 |                                                           |
| 25 | XXIV    | Кивиок      | S/2000 S 5  | 11 111 000      | 0,334  | 45,71° | 449,2   | 16       | 3,3⋅1016 | 2000  | Инуитская                     |                                                           |
| 46 | XXV     | Мундильфари | S/2000 S 9  | 18 685 000      | 0,210  | 167,3° | 952,6   | 7        | 2,1⋅1014 | 2000  | Скандинавская                 |                                                           |
| 33 | XXVI    | Альбиорикс  | S/2000 S 11 | 16 182 000      | 0,478  | 33,98° | 783,5   | 32       | 2,1⋅1016 | 2000  | Галльская                     |                                                           |
| 30 | XXVII   | Скади       | S/2000 S 8  | 15 541 000      | 0,270  | 152,6° | 728,2   | 8        | 3,1⋅1014 | 2000  | Скандинавская подгруппа Скади |                                                           |
| 35 | XXVIII  | Эррипо      | S/2000 S 10 | 17 343 000      | 0,474  | 34,62° | 871,2   | 10       | 7,6⋅1014 | 2000  | Галльская                     |                                                           |
| 38 | XXIX    | Сиарнак     | S/2000 S 3  | 17 531 000      | 0,295  | 45,56° | 895,6   | 40       | 3,9⋅1016 | 2000  | Инуитская                     |                                                           |
| 61 | XXX     | Трюм        | S/2000 S 7  | 20 474 000      | 0,470  | 176,0° | 1 094,3 | 7        | 2,1⋅1014 | 2000  | Скандинавская                 |                                                           |
| 49 | XXXI    | Нарви       | S/2003 S 1  | 19 007 000      | 0,431  | 145,8° | 1 003,9 | 7        | 3,4⋅1014 | 2003  | Скандинавская подгруппа Нарви |                                                           |
| 11 | XXXII   | Мефона      | S/2004 S 1  | 194 000         | 0,000  | 0,0°   | 1,010   | 3        | 1,5⋅1013 | 2004  |                               |                                                           |
| 13 | XXXIII  | Паллена     | S/2004 S 2  | 211 000         | 0,000  | 0,0°   | 1,140   | 4        | 3,5⋅1013 | 2004  |                               |                                                           |
| 18 | XXXIV   | Полидевк    | S/2004 S 5  | 377 220         | 0,019  | 0,175° | 2,740   | 4        | 3,0⋅1013 | 2004  |                               |                                                           |
| 3  | XXXV    | Дафнис      | S/2005 S 1  | 136 500         | 0,000  | 0,0°   | 0,594   | 7        | 1,5⋅1014 | 2005  |                               |                                                           |
| 64 | XXXVI   | Эгир        | S/2004 S 10 | 20 735 000      | 0,252  | 166,7° | 1 116,5 | 6        |          | 2004  | Скандинавская                 |                                                           |
| 34 | XXXVII  | Бефинд      | S/2004 S 11 | 17 119 000      | 0,469  | 35,01° | 834,8   | 6        |          | 2004  | Галльская                     |                                                           |
| 51 | XXXVIII | Бергельмир  | S/2004 S 15 | 19 338 000      | 0,142  | 158,5° | 1 005,9 | 6        |          | 2004  | Скандинавская подгруппа Скади |                                                           |
| 57 | XXXIX   | Бестла      | S/2004 S 18 | 20 129 000      | 0,521  | 145,2° | 1 083,6 | 7        |          | 2004  | Скандинавская подгруппа Нарви |                                                           |
| 59 | XL      | Фарбаути    | S/2004 S 9  | 20 390 000      | 0,206  | 156,4° | 1 086,1 | 5        |          | 2004  | Скандинавская подгруппа Скади |                                                           |
| 71 | XLI     | Фенрир      | S/2004 S 16 | 22 453 000      | 0,136  | 164,9° | 1 260,3 | 4        |          | 2004  | Скандинавская                 |                                                           |
| 82 | XLII    | Форньот     | S/2004 S 8  | 25 108 000      | 0,206  | 170,4° | 1 490,9 | 6        |          | 2004  | Скандинавская                 |                                                           |
| 56 | XLIII   | Хати        | S/2004 S 14 | 19 856 000      | 0,372  | 165,8° | 1 038,7 | 6        |          | 2004  | Скандинавская                 |                                                           |
| 43 | XLIV    | Гироккин    | S/2004 S 19 | 18 437 000      | 0,333  | 151,4° | 931,8   | 8        |          | 2004  | Скандинавская подгруппа Скади |                                                           |
| 70 | XLV     | Кари        | S/2006 S 2  | 22 118 000      | 0,478  | 156,3° | 1 233,6 | 7        |          | 2006  | Скандинавская подгруппа Скади |                                                           |
| 76 | XLVI    | Логи        | S/2006 S 5  | 23 065 000      | 0,187  | 167,9° | 1 312,0 | 6        |          | 2006  | Скандинавская                 |                                                           |
| 39 | XLVII   | Сколл       | S/2006 S 8  | 17 665 000      | 0,464  | 161,2° | 878,3   | 6        |          | 2006  | Скандинавская подгруппа Скади |                                                           |
| 72 | XLVIII  | Сурт        | S/2006 S 7  | 22 707 000      | 0,451  | 177,5° | 1 297,7 | 6        |          | 2006  | Скандинавская                 |                                                           |
| 12 | XLIX    | Анфа        | S/2007 S 4  | 197 700         | 0,001  | 0,1°   | 1,04    | 1        |          | 2007  |                               |                                                           |
| 48 | L       | Ярнсакса    | S/2006 S 6  | 18 811 000      | 0,216  | 163,3° | 964,7   | 6        |          | 2006  | Скандинавская                 |                                                           |
| 42 | LI      | Грейп       | S/2006 S 4  | 18 206 000      | 0,326  | 179,8° | 921,2   | 6        |          | 2006  | Скандинавская                 |                                                           |
| 41 | LII     | Таркек      | S/2007 S 1  | 18 009 000      | 0,160  | 46,09° | 887,5   | 7        |          | 2007  | Инуитская                     |                                                           |
| 9  | LIII    | Эгеон       | S/2008 S 1  | 167 500         | 0,0002 | 0,001° | 0,80812 | 0,5      |          | 2008  |                               |                                                           |
| 50 | LIV     | Грид        | S/2004 S 20 | 19 211 000      | 0,204  | 163,1° | 990,23  | 4        |          | 2004  | Скандинавская                 |                                                           |
| 58 | LV      | Ангрбода    | S/2004 S 22 | 20 379 900      | 0,257  | 177,4° | 1080,4  | 3        |          | 2004  | Скандинавская                 |                                                           |
| 66 | LVI     | Скрюмир     | S/2004 S 23 | 21 427 000      | 0,399  | 177,7° | 1164,3  | 4        |          | 2004  | Скандинавская                 |                                                           |
| 63 | LVII    | Герд        | S/2004 S 25 | 20 544 500      | 0,457  | 173,3° | 1095,0  | 3        |          | 2004  | Скандинавская                 |                                                           |
| 83 | LVIII   |             | S/2004 S 26 | 26 737 800      | 0,148  | 171,3° | 1624,2  | 4        |          | 2004  | Скандинавская                 |                                                           |
| 54 | LIX     | Эггтер      | S/2004 S 27 | 19 776 700      | 0,120  | 167,1° | 1033,0  | 4        |          | 2004  | Скандинавская                 |                                                           |
| 37 | LX      |             | S/2004 S 29 | 17 470 700      | 0,472  | 44,43° | 858,77  | 4        |          | 2004  | Инуитская                     |                                                           |
| 60 | LXI     | Бели        | S/2004 S 30 | 20 424 000      | 0,113  | 156,3° | 1084,1  | 3        |          | 2004  | Скандинавская подгруппа Скади |                                                           |
| 67 | LXII    | Гуннлед     | S/2004 S 32 | 21 564 200      | 0,262  | 158,5° | 1175,3  | 4        |          | 2004  | Скандинавская подгруппа Скади |                                                           |
| 79 | LXIII   | Тьяцци      | S/2004 S 33 | 23 764 800      | 0,417  | 161,5° | 1361,5  | 4        |          | 2004  | Скандинавская                 |                                                           |
| 81 | LXIV    |             | S/2004 S 34 | 24 358 900      | 0,267  | 165,7° | 1412,5  | 3        |          | 2004  | Скандинавская                 |                                                           |
| 69 | LXV     | Альвальди   | S/2004 S 35 | 21 953 200      | 0,182  | 176,4° | 1208,1  | 4        |          | 2004  | Скандинавская                 |                                                           |
| 74 | LXVI    | Гейррёд     | S/2004 S 38 | 23 006 200      | 0,381  | 155,0° | 1295,8  | 4        |          | 2004  | Скандинавская подгруппа Скади |                                                           |
| 47 | L??     |             | S/2006 S 1  | 18 735 600      | 0,080  | 155,2° | 953,7   | 5        |          | 2006  | Скандинавская подгруппа Скади |                                                           |
| 65 | L??     |             | S/2006 S 3  | 21 408 300      | 0,434  | 151,7° | 1 164,3 | 5        |          | 2006  | Скандинавская подгруппа Скади |                                                           |
| 31 | L??     |             | S/2007 S 2  | 15 850 000      | 0,275  | 176,6° | 742,08  | 4        |          | 2007  | Скандинавская                 |                                                           |
| 27 | L??     |             | S/2019 S 1  | 11 251 000      | 0,623  | 44,38° | 445,6   | 3        |          | 2021  | Инуитская                     |                                                           |
| 55 |         |             | S/2004 S 7  | 19 800 000      | 0,580  | 165,1° | 1 103   | 6        |          | 2004  | Скандинавская                 |                                                           |
| 53 |         |             | S/2004 S 12 | 19 650 000      | 0,401  | 164,0° | 1 048   | 5        |          | 2004  | Скандинавская                 |                                                           |
| 44 |         |             | S/2004 S 13 | 18 450 000      | 0,273  | 167,4° | 906     | 6        |          | 2004  | Скандинавская                 |                                                           |
| 45 |         |             | S/2004 S 17 | 18 600 000      | 0,259  | 166,6° | 986     | 4        |          | 2004  | Скандинавская                 |                                                           |
| 62 |         |             | S/2007 S 3  | 20 518 500      | 0,130  | 177,2° | 1 100   | 5        |          | 2007  | Скандинавская                 |                                                           |
| 1  |         |             | S/2009 S 1  | 117 000         | 0,000  | 0,000° | 0,000   | 0,3      |          | 2009  |                               |                                                           |
| 80 | S5602a  |             | S/2004 S 21 | 23 810 400      | 0,312  | 154,6° | 1365,1  | 3        |          | 2004  | Скандинавская подгруппа Скади |                                                           |
| 77 | S8881b  |             | S/2004 S 24 | 23 231 300      | 0,049  | 36,78° | 1317,6  | 3        |          | 2004  | Галльская                     |                                                           |
| 68 | S8386a  |             | S/2004 S 28 | 21 791 300      | 0,133  | 171,0° | 1197,2  | 4        |          | 2004  | Скандинавская                 |                                                           |
| 36 | T522499 |             | S/2004 S 31 | 17 402 800      | 0,242  | 48,11° | 853,80  | 4        |          | 2004  | Инуитская                     |                                                           |
| 73 | S64454x |             | S/2004 S 39 | 22 790 400      | 0,081  | 167,6° | 1277,5  | 2        |          | 2004  | Скандинавская                 |                                                           |
| 32 | S5605a2 |             | S/2004 S 37 | 16 003 300      | 0,506  | 164,0° | 752,88  | 4        |          | 2004  | Скандинавская                 |                                                           |
| 78 | S5593a2 |             | S/2004 S 36 | 23 698 700      | 0,667  | 147,6° | 1354,2  | 3        |          | 2004  | Скандинавская подгруппа Нарви |                                                           |
|    |         | Минилуны    |             | 117 000—137 000 |        |        |         | 0,04—0,4 |          | 2006  |                               | A noisy image showing a few bright dots marked by circles |